# Specijalna jedinica PU Bjelovarsko-bilogorske „Omega”
Specijalna jedinica PU Bjelovarsko bilogorske „Omega” bila je policijska jedinica osnovana 23. veljače 1991. godine. Dana 2. ožujka 1991. godine intervenirala je prvi puta, protiv pobunjenika koji su zauzeli Pakrac i prvu policijsku postaju. Zbog niza uspješnih akcija tijekom Domovinskog rata smatra se da je dala veliki doprinos obrani Republike Hrvatske. Prvi zapovjednik jedinice bio je Miralem Alečković. Jedinica je ukinuta 2002. godine, nakon čega je osnovana Udruga specijalne policije „Omege”.
Kroz Specijalnu jedinicu policije PU Bjelovar tijekom rata prošlo je 302 aktivnih i 418 pričuvnih specijalaca i na svome su ratnom putu prošli skoro sve crte bojišnice. „Omege” su djelovali na bojišnicama Bjelovara, Grubišnog polja, Daruvara, Pakraca, Lipika, Gline, Slavonskog Broda, Cavtata, Gospića i na Velebitu. Postrojba je sudjelovala u provođenju vojnoredarstvenih akcija „Otkos-10”, „Maslenica”, „Medački džep”, „Bljesak” i „Oluja”. Tijekom Domovinskog rata ranjeno je četrdeset i tri njena pripadnika, a smrtno su stradali Željko Cindrić (19. srpnja 1991. u Siraču), Ivica Filković (19. srpnja 1991. u Siraču), Dražen Baniček (27. rujna 1991. u Prekopakri), Dubravko Lukačević (8. siječnja 1993. u Bučju), Davor Hegedić (1. svibnja 1995. – akcija „Bljesak”), Saša Rakijaš (4. kolovoza 1995. – akcija „Oluja”).

## Odlikovanja

### Pojedinačna[3]
- Red bana Josipa Jelačića – 2 djelatnika;
- Red kneza Domagoja – 17 djelatnih i 4 pričuvna djelatnika;
- Red Nikole Šubića Zrinskog – 19 djelatnik i 1 pričuvni (posmrtno) djelatnik;
- Red hrvatskog križa – 10 djelatnika;
- Red hrvatskog trolista – 76 djelatnih i 18 pričuvnih djelatnika;
- Red Petra Zrinskog i Frana Krste Frankopana – 6 djelatnika;
- Medalja „Bljesak” – 88 djelatnih i 74 pričuvnih djelatnika;
- Medalja „Oluja” – 128 djelatnih i 90 pričuvnih djelatnika;

### Zajednička
- 2012. – Red Nikole Šubića Zrinskog za iskazano junaštvo pripadnika postrojbe u Domovinskom ratu[4]

## Vanjske poveznice
- USJP Omega  Arhivirana inačica izvorne stranice od 26. rujan 2023. (Wayback Machine)

- MUP, Specijalna policija  Arhivirana inačica izvorne stranice od 4. travnja 2015. (Wayback Machine)